# Alfonso Huapaya Cabrera
Alfonso Huapaya Cabrera (Chosica, Departamento de Lima, Perú, 2 de agosto de 1911-Chaclacayo, Departamento de Lima, Perú, 16 de abril de 2009) fue un futbolista y entrenador peruano que dirigió, entre otros clubes, a Sport Boys y Alianza Lima, además de la Selección Peruana.

## Trayectoria
Como futbolista se inició en el Independiente de Deportes de Chosica. Luego fue jugador del Mariscal Sucre en los años 1930 y, tras su retiro, entrenador de este equipo siendo campeón de la Primera División del Perú en 1944. Dirigió a Centro Iqueño los dos años siguientes y en 1948 regresó al Mariscal Sucre. 
En 1950 pasó a Sport Boys donde al año siguiente logró el título del primer campeonato de la etapa profesional en el Perú. En 1952 dirigió a la selección peruana en el Campeonato Panamericano realizado en Santiago de Chile, en 1956 regresó al Mariscal Sucre.
En 1960 fue entrenador de Alianza Lima, posteriormente dirigió al Carlos Concha, Deportivo SIMA, Walter Ormeño, entre otros. Su último club en Primera fue el Hijos de Yurimaguas en 1992. 
En su honor el Instituto de Entrenadores de la Federación Peruana de Fútbol lleva su nombre.
Falleció el 16 de abril del 2009 a los 97 años en su casa en Chaclacayo.

## Palmarés como entrenador
| Título           | Club           | País | Año  |
| ---------------- | -------------- | ---- | ---- |
| Primera División | Mariscal Sucre | Perú | 1944 |
| Primera División | Sport Boys     | Perú | 1951 |
| Segunda División | Deportivo SIMA | Perú | 1971 |